# Sin-abuszu
Sin-abuszu (akad. Sîn-abūšu, w transliteracji z pisma klinowego zapisywane dEN.ZU-a-bu-šu) – podczaszy (sum. sagi) króla Ibbi-Sina (2029-2005 p.n.e.) z III dynastii z Ur. Odcisk pieczęci cylindrycznej należącej do tego dostojnika odnaleziono na trzech tabliczkach. Na pieczęci tej umieszczona była inskrypcja, w której Sin-abuszu wymienia swój tytuł, a siebie samego określa mianem „przyjaciela z dzieciństwa” (sum. du10-ús-sa nam-dumu-ka-ni) panującego króla.